# Пайович, Алеш
Алеш Пайович (словен. Aleš Pajovič, родился 6 января 1979 года в Целе) — словенский гандболист, левый полусредний; тренер. Является трёхкратным победителем Лиги чемпионов ЕГФ в составе клуба «Сьюдад Реал». В составе сборной Словении — серебряный призёр чемпионата Европы 2004 года, занимает второе место в рейтинге бомбардиров сборной (697 голов).

## Достижения

### Клубные
- Чемпион Словении: 1998, 1999, 2000, 2001, 2002, 2003
- Победитель Кубка Словении: 1998, 1999, 2000, 2001
- Чемпион Испании: 2004, 2007, 2008
- Победитель Кубка Испании: 2006, 2007, 2008
- Победитель Кубка ASOBAL: 2004, 2005, 2006, 2007
- Победитель Суперкубка Испании: 2005
- Победитель Лиги чемпионов ЕГФ: 2006, 2008, 2009

### В сборной
- Вице-чемпион Европы: 2004